# David Scroggy
David Scroggy, né en 1951 à Akron, États-Unis est un commerçant, chroniqueur, éditeur et responsable américain dans le domaine de la bande dessinée. De 1993 à 2017, il a été responsable du développement des nouveaux produits chez Dark Horse Comics.